# Бай (регион)
Бай (сомал. Baay, араб. باي‎) — провинция на юге Сомали. Административный центр — Байдабо.

## Описание
Граничит с сомалийскими регионами Баколь (Bakool), Хиран (Hiiraan), Нижняя Шабелле, Средняя Джубба и Гедо.
Байдабо был столицей старого региона Верхняя Джуба, который на текущий момент включает в себя также Гедо и Баколь, а также большую часть Средней Джуббы. Современные регионы были выделены в 1970-х гг.

## Районы
Регион Бай делится на пять районов:
- Байдаба
- Бурхакаба
- Динсор
- Касадере
- Бердале

## Крупные города
- Байдабо
- Динсор
- Бурхакаба
- Бердале